# Jadiel Mascarenhas
Jadiel Almeida Mascarenhas (Itaberaba, 22 de agosto de 1953 - Itaberaba, 20 de maio de 2016) foi um político brasileiro, ex-prefeito de  na cidade de Itaberaba.
Filho primogênito de João Almeida Mascarenhas e de Hercília Dias Mascarenhas, cresceu acompanhando o seu pai nas lojas pertencentes à família.
Em 1979, abriu sua primeira empresa, a loja de vestuários Kanguru. Formou-se bacharel em administração de empresas em 1981, na Universidade Católica de Salvador. 
Três anos depois, ingressou na área de cimento, abrindo uma revenda do produto em Itaberaba, firmando-se nesse setor. Em 1982, decidiu mudar de ramo, instalando uma indústria de móveis. 
Elegeu-se prefeito em 2000, sendo empossado em 1º de janeiro de 2001. Em 2008, nas eleições municipais, 72 horas antes do pleito eleitoral, Jadiel mudou a chapa apresentando seu irmão João Almeida Mascarenhas Filho como candidato a prefeito e Alexandre Mascarenhas, vice-prefeito, saindo assim vitoriosos com uma diferença de 2.539 para o segundo colocado.
Morreu em 20 de maio de 2016, em decorrência de um acidente de carro, em 29 de abril do mesmo ano.

## Bens apreendidos
Em dezembro de 2009, a Justiça Federal expediu uma liminar para apreensão de seus bens, bem como do secretário de governo, por ações fraudulentas envolvendo recursos do FUNDEF e desvio de verbas do SUS e do Programa de Atenção Básica da saúde (PAB), num total de R$ 16.971.690,75.
Em 2010, teve um uma solicitação de impugnação ao registo de candidatura ao cargo de Deputado Estadual, realizada pelo Ministério Público Eleitoral através da Procuradoria Regional Eleitoral na Bahia, devido rejeição da prestação de contas pelo Tribunal de Contas e pela ausência da apresentação de certidão criminal.